# Piptadenia imatacae
Piptadenia imatacae är en ärtväxtart som beskrevs av Rupert Charles Barneby. Piptadenia imatacae ingår i släktet Piptadenia och familjen ärtväxter. Inga underarter finns listade i Catalogue of Life.